# Gommersheim
Gommersheim é um município da Alemanha localizado no distrito de Südliche Weinstraße, no estado da Renânia-Palatinado. É membro da associação municipal de Verbandsgemeinde Edenkoben.

## Política
Cadeiras ocupadas na comunidade:
|      | SPD | CDU | BLG | Total       |
| 2009 | 8   | 2   | 6   | 16 Cadeiras |
| 2004 | 8   | 4   | 4   | 16 Cadeiras |